# Eugeni Jofra i Bafalluy
Eugeni Jofra i Bafalluy   (Barcelona, 11 d'octubre de 1941 - Barcelona, 11 de març de 2001), conegut pel seu nom artístic Eugenio, va ser un popular humorista català que es va fer famós arreu d'Espanya arran de nombroses aparicions televisades i gravacions entre els anys 80 i 90.

## Biografia

### Primers anys
Nascut en la postguerra, va tenir una infància complexa per la influència del seu pare qui li manifestava la poca confiança que tenia en ell. Va estudiar a l'escola Massana i va començar a treballar de joier a la dècada dels 1960.
Va conèixer Conchita Alcaide Rodríguez, una delineant d'origen andalús afeccionada a la música i amb bona veu. Es van casar el 13 de juliol de 1967 i varen tenir dos fills, Gerard (1969) i Ivens (1971). Varen formar el duo musical Els Dos i varen començar a actuar el 1968, quan la Nova Cançó era de màxima actualitat i quan la música en directe en ambients reduïts i intimistes feia créixer el nombre de locals amb música folk del nord i el sud d'Amèrica. Actuaven al Pub KM, el Babieca o el Breston, fins que el 1976 varen crear la seva pròpia sala, el Sausalito de Barcelona. Van musicar poemes com Corrandes d'Exili de Pere Quart o Vinyes verdes vora el mar de Josep Maria de Sagarra, abans que Lluís Llach i Ovidi Montllor. Fins i tot es van presentar a la preselecció d'Eurovisió el 1970 amb la cançó Balada del Maderero, amb la que van aconseguir el quart lloc l'any en què Julio Iglesias competí amb Gwendoline.

### Humorista
Eugenio sempre havia estat afeccionat als acudits, però no s'havia plantejat dedicar-s'hi. Durant una actuació l'any 1974 al Pub KM, la seva dona es va haver d'absentar per motius familiars i Eugenio va començar a explicar històries i contes de caràcter humorístic. La improvisada actuació va tenir una molt bona acollida i van ser el propietari del local, Amadeu Molins, i la seva dona qui el van animar a complementar les actuacions musicals del duo amb la d'ell, en solitari, explicant acudits i contes, sovint surrealistes. L'èxit d'aquesta nova vessant artística va eclipsar en poc temps la musical, que va passar a ser anecdòtica.
Dotat d'un singular estil per a explicar acudits, sense somriure, taciturn i introvertit («només ric quan cobro», solia dir). Utilitzava el castellà amb un fort accent català i la inclusió de diverses paraules catalanes. Els seus contes començaven normalment amb la frase "¿Saben aquel que diu...?" que precedia la història. En va emmagatzemar més de 10.000.
Sovint amb una cigarreta a la mà, un got de whisky —que acabaria reemplaçant per suc de taronja— i unes ulleres graduades de vidres fumats, Eugeni apareixia en públic amb una camisa de seda negra, descordada perquè deixés entreveure un gran penjoll amb creu d'or i d'altres joies fetes per ell mateix.
La mort de Conchita Alcaide l'11 de maig de 1980, víctima d'un càncer de mama, va sumir Eugenio en una depressió que va abordar treballant incansablement i deixant-se atrapar per la vida nocturna. Va tenir una nova parella, anomenada Conchita Ruiz i també andalusa com la seva primera esposa. Conchita ja tenia un fill, Daniel, al que Eugenio el tractà com un fill més. Amb Conchita va tenir un fill, Eugeni (1986).
L'Eugenio gaudí de la seva màxima popularitat als anys 80, amb nombroses aparicions en viu i a la televisió, així com amb edicions dels seus acudits en cassets, comercialitzades arreu. Va rodar la pel·lícula Un geni amb l'aigua al coll. Va fer una sèrie d'espais humorístics a Televisió de Catalunya, on actuà íntegrament en català.

### Decadència
L'èxit el va devorar i a principis dels 90 va caure en la droga. S'apartà dels escenaris, va empitjorar les seves relacions personals, i es va separar de la seva parella.
Es va casar amb Isabel Soto, qui va influir de forma encara més negativa en ell. Caigué en una depressió, es tancà al seu estudi del Montanyà, i es concentrà en la pintura i l'esoterisme. Amb l'ajuda dels seus amics i la seva família anterior va reaparèixer el 1999 amb actuacions a Luz de Gas i després amb l'espectacle Érase otra vez... Eugenio.
Va morir d'un atac de cor l'11 de març de 2001, mentre dinava amb uns amics al restaurant Oliver & Hardy de Barcelona.

## Homenatges
El 2023 es va estrenar la pel·lícula Saben aquell, basada en la vida d'Eugenio, protagonitzada per David Verdaguer i dirigida per David Trueba.

## Treballs discogràfics
- Eugeniadas (Picap)
- Eugenio y los caballitos (Picap)
- Con cierto sabor a Eugenio (Picap)
- Eugenio con un cigarrillo (Picap)
- Érase otra vez...Eugenio (2000) (Picap)
- El último de ....Eugenio (Picap)
- El genio de Eugenio (Picap)

## Cinema
- Un geni amb l'aigua al coll (1983)[12]